# Liste von Bergen und Erhebungen des Schönbuchs
Die Liste von Bergen und Erhebungen des Schönbuchs enthält eine nahezu vollständige Auswahl von Bergen und Erhebungen sowie deren Ausläufern des Schönbuchs, einem Waldgebiet des süddeutschen Keuperberglands, und des Naturparks Schönbuch im deutschen Bundesland Baden-Württemberg.
Teils sind die Spalten der in der Ausgangsansicht nach Höhe in Meter (m) über Normalhöhennull (NHN) sortierten Tabelle durch Klick auf die Symbole bei ihren Überschriften sortierbar.
Die in der Tabelle verwendeten Abkürzungen sind unten erläutert.
| Berg Erhebung Ausläufer        | Höhe (m) | Bild | Lage                                                                 | Land- kreis/e * | Ort von (evtl. Anmerkung) * |
| ------------------------------ | -------- | ---- | -------------------------------------------------------------------- | --------------- | --- |
| Bromberg                       | 0582,6   |      | im Schönbuch-Zentrum zwischen Entringen und Altdorf                  | BB              | Einsiedelei Ehemalige Kapelle Schonwald Diebsteig, |
| Stellberg                      | 0580,3   |      | am Westrand des Schönbuchs 3,5 km nordöstlich von Herrenberg         | BB              | Rekultivierte Müll- und Erddeponie, ehemaliger Steinbruch |
| Steingart                      | 0566,1   |      | im Schönbuch-Zentrum zwischen Entringen und Weil                     | TÜ              | |
| Kapf                           | 0566,0   |      | nordnordwestlich von Mönchberg                                       | BB              | |
| Grafenberg                     | 0560,9   |      | nördlich von Kayh                                                    | BB              | NSG Grafenberg (23,9 ha; 480–560 m; 19. August 1969) |
| Kirnberg                       | 0558,9   |      | Bromberg-Nordwestausläufer                                           | BB              | |
| Rötelberg                      | 0555,5   |      | Teil der Rohrauer Köpfe südöstlich von Rohrau                        | BB              | |
| Schönbuchspitz                 | 0546,1   |      | nordnordöstlich von Entringen                                        | TÜ              | NSG Schönbuch-Westhang/Ammerbuch (459,0 ha; 360–540 m; 15. November 2000) (mit südlich vorgelagertem Pfaffenkopf)                                                                       |
| Burgberg Breitenholz           | 0543,1   |      | ostnordöstlich von Breitenholz                                       | TÜ              | Burg Müneck, NSG Schönbuch-Westhang/Ammerbuch (459,0 ha; 360–540 m; 15. November 2000)                                                                                                  |
| Falkenkopf                     | 0532,2   |      | Bromberg-Südwestausläufer                                            | BB              | |
| Schlossberg Herrenberg         | 0522,8   |      | in Herrenberg                                                        | BB              | Schlossruine Herrenberg (mit AT), Stiftskirche Herrenberg (Südwesthang) |
| Schlossberg Rohrau             | 0520     |      | Teil der Rohrauer Köpfe, Rötelberg-Westausläufer, südlich von Rohrau | BB              | abgegangene Burg Horn |
| Hornkopf                       | 0515,2   |      | nördlich Hagelloch                                                   | TÜ              | |
| Schlossberg Entringen          | 0509,9   |      | östlich von Entringen                                                | TÜ              | Schloss Hohenentringen, NSG Schönbuch-Westhang/Ammerbuch (459,0 ha; 360–540 m; 15. November 2000)                                                                                       |
| Eichenfirst                    | 0502,0   |      | im Schönbuch-Zentrum zwischen Dettenhausen und Pfrondorf             | RT, TÜ          | NSG Schaichtal (205,9 ha; 320–360 m; 23. Februar 1995), NSG Eisenbachhain (8,3 ha; 470–490 m; 23. August 1937)                                                                          |
| Betzenberg                     | 0499,5   |      | südsüdwestlich von Glashütte                                         | BB, ES          | Fernmeldeturm Waldenbuch, keltische Viereckschanze, NSG Schaichtal (205,9 ha; 320–360 m; 23. Februar 1995), Waldlehrpfad Betzenberg                                                     |
| Steinenberg (Tübingen)         | 0492,0   |      | am Nordwestrand von Tübingen                                         | TÜ              | Steinenbergturm (AT) |
| Günzberg                       | 0490,5   |      | westsüdwestlich von Dettenhausen                                     | BB              | |
| Kapellenberg (Wurmlinger Berg) | 0475     |      | südwestlich von Tübingen, östlich von Hirschau                       | TÜ              | Sankt-Remigius-Kapelle (Wurmlinger Kapelle) |
| Spitzberg                      | 0474,4   |      | südwestlich von Tübingen, nordöstlich von Hirschau                   | TÜ              | ehemalige Ödenburg, NSG Hirschauer Berg (22,2 ha; 375–470 m; 30. Juli 1980), NSG Spitzberg-Ödenburg (9,9 ha; 280–427 m; 22. Oktober 1990) (Spitzberg ist Schönbuch südlich vorgelagert) |
| Uhlberg                        | 0469,6   |      | zwischen Plattenhardt und Neuenhaus                                  | ES              | Uhlbergturm (AT) |
| Kirnberg                       | 0464,6   |      | östlich von Bebenhausen                                              | TÜ              | Geologischer Lehrpfad Kirnberg |
| Schlossberg Unterjesingen      | 0456,8   |      | nördlich von Unterjesingen                                           | TÜ              | Schloss Roseck, NSG Schönbuch-Westhang/Ammerbuch (459,0 ha; 360–540 m; 15. November 2000)                                                                                               |
| Schaichberg                    | 0456,0   |      | nordwestlich von Häslach                                             | ES, RT          | Schaichbergturm (WT), NSG Schaichtal (205,9 ha; 320–360 m; 23. Februar 1995), NSG Sulzeiche (1,9 ha; 445–455 m; 16. November 1981)                                                      |
| Österberg                      | 0437,9   |      | in Tübingen                                                          | TÜ              | Österbergturm (ehemaliger AT) |
| Dürrenberg                     | 0433,1   |      | südwestlich von Rübgarten                                            | RT              | |
| Keßlerhau (Flurname)           | 0417,2   |      | westlich von Waldenbuch                                              | BB              | NSG Neuweiler Viehweide (13,5 ha; 370–417,2 m; 3. Januar 1984) |
| Steinenberg (Aichtal)          | 0383,1   |      | zwischen Neuenhaus und Aich                                          | ES              | Aichtalbrücke |

## Abkürzungen und Hinweise
Die in der Tabelle verwendeten Abkürzungen (alphabetisch sortiert) bedeuten:
| Landkreise: - BB = Landkreis Böblingen - ES = Landkreis Esslingen - RT = Landkreis Reutlingen - TÜ = Landkreis Tübingen | Sonstiges: - AT = Aussichtsturm - ha = Hektar - NSG = Naturschutzgebiet - WT = Wasserturm |

In der Spalte „Ort von“ ist je Naturschutzgebiet, die fast ausschließlich nicht auf den Bergkuppen, sondern an den -flanken oder -füßen liegen, die Fläche in Hektar, die Höhe in Meter (m) über Normalhöhennull (NHN) und das Ausweisungsdatum angegeben.